# 이정대
이정대는 대한민국의 텔레비전 드라마 작가이다. 

## 드라마
- 2017년 KBS2 TV소설 《그 여자의 바다》 ... 공동집필
- 2018년 KBS2 저녁 일일연속극 《인형의 집》 ... 공동집필
- 2020년 ~ 2021년 KBS2 저녁 일일연속극 《비밀의 남자》 ... 집필
- 2023년 KBS2 저녁 일일연속극 《비밀의 여자》 ... 집필